# Amtsgericht Darmstadt II
Das Amtsgericht Darmstadt II war ein von 1879 bis 1932 bestehendes hessisches Amtsgericht mit Sitz in Darmstadt.

## Geschichte
Mit dem Gerichtsverfassungsgesetz von 1877 wurden Organisation und Bezeichnungen der Gerichte reichsweit vereinheitlicht. Zum 1. Oktober 1879 hob das Großherzogtum Hessen deshalb die Landgerichte auf. Funktional ersetzt wurden sie durch Amtsgerichte. So ersetzte das Amtsgericht Darmstadt II das aufgehobene Landgericht Darmstadt. „Landgerichte“ nannten sich nun die den Amtsgerichten direkt übergeordneten Obergerichte. Das Amtsgericht Darmstadt II wurde dem Bezirk des Landgerichts Darmstadt zugeordnet.

## Bezirk
Der Gerichtsbezirk des Amtsgerichts Darmstadt II setzte sich zusammen aus:
| Gemeinde        | Herkunft                |
| --------------- | ----------------------- |
| Arheilgen       | Landgericht Darmstadt   |
| Braunshardt     | Landgericht Darmstadt   |
| Eberstadt       | Landgericht Darmstadt   |
| Eich            | Landgericht Darmstadt   |
| Erzhausen       | Landgericht Darmstadt   |
| Eschollbrücken  | Landgericht Darmstadt   |
| Frankenhausen   | Landgericht Reinheim    |
| Gräfenhausen    | Landgericht Darmstadt   |
| Griesheim       | Landgericht Darmstadt   |
| Hahn            | Landgericht Darmstadt   |
| Malchen         | Landgericht Zwingenberg |
| Messel          | Landgericht Darmstadt   |
| Neutsch         | Landgericht Reinheim    |
| Nieder-Beerbach | Landgericht Darmstadt   |
| Nieder-Ramstadt | Landgericht Darmstadt   |
| Ober-Ramstadt   | Landgericht Darmstadt   |
| Pfungstadt      | Landgericht Darmstadt   |
| Roßdorf         | Landgericht Darmstadt   |
| Schneppenhausen | Landgericht Darmstadt   |
| Traisa          | Landgericht Darmstadt   |
| Waschenbach     | Landgericht Darmstadt   |
| Weiterstadt     | Landgericht Darmstadt   |
| Wixhausen       | Landgericht Darmstadt   |

## Ende
Mit Wirkung zum 1. Januar 1932 kam es zur Vereinigung der Amtsgerichte Darmstadt I und Darmstadt II zum Amtsgericht Darmstadt.